# アルケミスト (企業)
株式会社アルケミスト（英: Alchemist Co., Ltd.）は、かつて存在した日本の企業。キャラクター商品の開発やゲームの企画・販売などを行っていた。本社は東京都江東区に所在（登記上本店は札幌市豊平区）。1991年創業。

## 歴史
北海道にあったゲーム店から事業を開始し、2002年にPCゲーム『君が望む永遠』のドリームキャスト移植版をリリースさせたのをきっかけに、美少女ゲームの家庭用ゲーム機への移植版の販売を多く手掛けた。
移植版での代表作としては『月は東に日は西に 〜Operation Sanctuary〜』、『ひぐらしのなく頃に』シリーズ、『BALDR FORCE EXE』などが挙げられ、オリジナル作品でも『ぎゃる☆がん』などをリリースしていた。
そのほか、アルケミストのマスコットキャラクター「びんちょうタン」はアニメ制作も行われ、和歌山県日高郡みなべ町の町おこしに起用されるなど、ゲーム販売以外の事業展開も行っていた。
2015年には日本テレビ系のバラエティ番組『ダウンタウンのガキの使いやあらへんで!!』で2000年に浜田雅功（ダウンタウン）・山崎邦正（現・月亭方正）・ココリコ（遠藤章造・田中直樹）の罰ゲームとして行われ、番組史上最も過酷な罰ゲームといわれた「24時間耐久鬼ごっこ」と2010年・2013年・前年の「笑ってはいけない」で行われた「捕まってはいけない」を再現したゲームを手掛けたがその後倒産。翌2016年4月1日、札幌地方裁判所に対し自己破産を申し立て、同年4月5日に破産手続開始決定を受けた。2017年1月18日に法人格が消滅した。大半のゲーム移植は加賀クリエイトやエンターグラムが、『ぎゃる☆がん』シリーズはインティ・クリエイツがそれぞれ引き継いでいる。

## 年表
- 1991年 - 北海道札幌市でベイ・クリスタル株式会社を創業。
創業当初は北海道・青森県を中心に同名のゲームソフト販売店を展開。
以後、漫画喫茶「スマイルタイム」経営やキャラクター商品の開発・販売などに業種を拡大する。
- 2000年 - 株式会社アルケミストに社名変更、千葉県浦安市に本社事業所開設。
- 2002年 - PCゲーム『君が望む永遠』のドリームキャスト版でゲームソフト移植・販売に参入。
- 2004年 - 和歌山県日高郡南部川村（現・みなべ町）森林組合のマスコットキャラクターに「びんちょうタン」が採用される。
- 2006年 - 東京都江東区に本社事業所を移転。
- 2007年 - オンライン小説サイト「少年アルケミスト」オープン。
- 2008年 - 家庭用ゲームソフトニンテンドーDS参入第一弾『ひぐらしのなく頃に絆 第1巻・祟』、PlayStation Portable参入第一弾『ひぐらしデイブレイク ポータブル』を発表する。
- 2010年 - 家庭用ゲームソフトPlayStation 3参入第一弾『うみねこのなく頃に 〜魔女と推理の輪舞曲〜』を発表する。
- 2016年 - 札幌地方裁判所から破産手続開始決定を受ける。
- 2017年 - 法人格消滅。

## 業務内容
ゲームキャラクターのグッズの企画・販売が中心事業。最近では、キャラクターをプリントした「ふにふに抱き枕」が注目を集めた。他社キャラクターの商品だけでなく、自社オリジナルのキャラクター「びんちょうタン」の商品展開を進めていた。
漫画喫茶「スマイルタイム」の運営も行っていた。また、エイプリルフールにはアイレムソフトウェアエンジニアリングと並んで、毎年凝った嘘サイトを作成することで知られていた。

## コンシューマー機向けゲーム一覧
カッコ内は、移植元のブランド、『』内は原題
2002年
- 君が望む永遠（アージュ）

2003年
- Wind -a breath of heart-（minori）
- Princess Holiday 〜転がるりんご亭千夜一夜〜（オーガスト）
- ショコラ 〜maid cafe "curio"〜（戯画）

2004年
- 月は東に日は西に 〜Operation Sanctuary〜（オーガスト）
- BALDR FORCE EXE（戯画『BALDR FORCE』『BALDR FORCE EXE』）
- 片神名〜喪われた因果律〜

2005年
- DUEL SAVIOR DESTINY（戯画『DUEL SAVIOR』）
- 乙女はお姉さまに恋してる（キャラメルBOX『処女はお姉さまに恋してる』）

2006年
- はるのあしおと -Step of Spring-（minori『はるのあしおと』）
- パルフェ Chocolat Second Style（戯画『パルフェ 〜ショコラ second brew〜』）
- ARIA The NATURAL 〜遠い記憶のミラージュ〜

2007年
- ひぐらしのなく頃に祭（07th Expansion『ひぐらしのなく頃に』『ひぐらしのなく頃に解』シリーズ）
- この青空に約束を― -melody of the sun and sea-（戯画『この青空に約束を―』）
- Pure×Cure Re:covery（チュアブルソフト『Pure×Cure』）
- バルドバレット イクリブリアム（戯画『BALDR BULLET』『BALDR BULLET "REVELLION"』）
- ひぐらしのなく頃に祭 カケラ遊び（07th Expansion『ひぐらしのなく頃に』『ひぐらしのなく頃に解』シリーズ）

2008年
- ひぐらしのなく頃に絆　第一巻・崇（07th Expansion『ひぐらしのなく頃に』『ひぐらしのなく頃に解』シリーズ）
- ARIA The ORIGINATION 〜蒼い惑星のエルシエロ〜
- Sugar+Spice! 〜あのこのステキな何もかも〜（チュアブルソフト『Sugar+Spice!』）
- 恋する乙女と守護の楯 -The shield of AIGIS-(AXL『恋する乙女と守護の楯』）
- ひぐらしのなく頃に絆　第二巻・想（07th Expansion『ひぐらしのなく頃に』『ひぐらしのなく頃に解』シリーズ）
- ひぐらしデイブレイクポータブル（07th Expansion・黄昏フロンティア『ひぐらしデイブレイク』）
- 赤い糸 DS

2009年
- トリガーハート エグゼリカ エンハンスド（童『トリガーハート エグゼリカ』）
- ひぐらしのなく頃に絆 第三巻・螺（07th Expansion『ひぐらしのなく頃に』『ひぐらしのなく頃に解』シリーズ）
- 赤い糸 destiny DS
- セキレイ 〜未来からのおくりもの〜
- ひぐらしデイブレイクポータブル MEGA EDITION（07th Expansion・黄昏フロンティア『ひぐらしデイブレイク』）

2010年
- ひぐらしのなく頃に絆 第四巻・絆（07th Expansion『ひぐらしのなく頃に』『ひぐらしのなく頃に解』シリーズ）
- のーふぇいと! -only the power of will-（サクセスとの共同開発作品）
- 咲-Saki- Portable
- nicola監修 モデル☆おしゃれオーディション
- パチスロひぐらしのなく頃に祭（07th Expansion『ひぐらしのなく頃に』『ひぐらしのなく頃に解』シリーズ）
- 乙女はお姉さまに恋してる Portable（キャラメルBOX『処女はお姉さまに恋してる』）
- スズノネセブン! 〜Rebirth knot〜（クロシェット『スズノネセブン!』）
- 花と乙女に祝福を 〜春風の贈り物〜（ensemble『花と乙女に祝福を』）
- 恋する乙女と守護の楯 Portable（AXL『恋する乙女と守護の楯』）
- 「超」怖い話DS 青の章
- うみねこのなく頃に 〜魔女と推理の輪舞曲〜（07th Expansion『うみねこのなく頃に』）

2011年
- ぎゃる☆がん
- Princess Frontier Portable（AXL『Princess Frontier』）
- 乙女はお姉さまに恋してるPortable 2人のエルダー （キャラメルBOX『処女はお姉さまに恋してる 2人のエルダー』）
- さかあがりハリケーン Portable（戯画『さかあがりハリケーン』）
- 快盗天使ツインエンジェル〜時とセカイの迷宮〜（『快盗天使ツインエンジェルシリーズ』）
- デッドエンド Orchestral Manoeuvres in the Dead End
- 黄金夢想曲X（07th Expansion『黄金夢想曲』）
- うみねこのなく頃にPortable1（07th Expansion『うみねこのなく頃に』）
- nicola監修 モデル☆おしゃれオーディション2
- うみねこのなく頃にPortable2（07th Expansion『うみねこのなく頃に』）
- うみねこのなく頃に散 〜真実と幻想の夜想曲〜（07th Expansion『うみねこのなく頃に散』）

2012年
- 騎士の紋章 〜暗黒の要塞〜
- 桜花センゴク Portable（APRICOT『桜花センゴク!』）
- それゆけ!ぶるにゃんマンPortable（Digital Cute『それゆけ! ぶるにゃんマン』[注釈 1]）
- ちび☆デビ!
- nicola監修 モデル☆おしゃれオーディション プラチナ
- 水平線まで何マイル？ -ORIGINAL FLIGHT-（アトリエハイキー『水平線まで何マイル?』）

2013年
- 恋愛0キロメートル Portable（ASa Project『恋愛0キロメートル』）
- 学☆王 -THE ROYAL SEVEN STARS- ＋METEOR（Lump of Sugar『学☆王 -THE ROYAL SEVEN STARS-』）
- 騎士の紋章NEXT
- 鬼ごっこ! Portable（ALcot『鬼ごっこ!』）
- 1/2 summer+（ALcotハニカム『1/2 summer』）
- ちび☆デビ!2 〜魔法のゆめえほん〜
- your diary+（CUBE『your diary』）
- 俺の彼女のウラオモテ　～Pure Sweet Heart～（Aries『俺の彼女のウラオモテ』）

2014年
- スズノネセブン! Portable（クロシェット『スズノネセブン!』）
- ペンギンの問題＋ 爆勝!ルーレットバトル

2015年
- ぎゃる☆がん だぶるぴーす
- ダウンタウンのガキの使いやあらへんで!!絶対に捕まってはいけないガースー黒光りランド[7]

## デュアルボイス
デュアルボイスとは、アルケミストの一部移植作品に搭載された、PC版のキャストと新規キャストの音声の両方を収録したシステムである。これにより、プレイヤーの好みに応じてキャラクターごとに音声を切り替えることができる。
搭載作品は以下の通り。
- ショコラ 〜maid cafe "curio"〜
- BALDR FORCE EXE
- DUEL SAVIOR DESTINY
- パルフェ Chocolat Second Style